# NGC 7108
NGC 7108 = NGC 7111 ist eine elliptische Galaxie mit aktivem Galaxienkern vom Hubble-Typ E im Sternbild Wassermann auf der Ekliptik. Sie ist schätzungsweise 314 Millionen Lichtjahre von der Milchstraße entfernt und hat einen Durchmesser von etwa 130.000 Lichtjahren.
Im selben Himmelsareal befinden sich u. a. die Galaxien NGC 7120 und IC 5126.
Das Objekt wurde am 3. August 1864 von Albert Marth entdeckt.